# فدریکو پالاسیوس مارتینز
فدریکو پالاسیوس مارتینز (انگلیسی: Federico Palacios Martínez؛ زادهٔ ۹ آوریل ۱۹۹۵) بازیکن فوتبال اهل آلمان است.
از باشگاه‌هایی که در آن بازی کرده‌است می‌توان به باشگاه فوتبال لایپزیگ، باشگاه فوتبال نورنبرگ، و باشگاه فوتبال قوت-وایس ارفورت اشاره کرد.
وی همچنین در تیم‌های ملی فوتبال جوانان آلمان، و جوانان آلمان، و جوانان آلمان، و جوانان آلمان، بازی کرده‌است.